# Prêmio Multishow de Música Brasileira 2009
O Prêmio Multishow de Música Brasileira 2009 foi a décima sexta edição da premiação realizada pelo canal de televisão Multishow. Ocorreu no dia 18 de agosto de 2009 e transmitido ao vivo do Citibank Hall no Rio de Janeiro pelo canal. A cerimônia foi apresentada por Fernanda Torres e a homenageada da noite foi a cantora Rita Lee.
Além das categorias dos artistas, foi criada uma nova categoria — nomeada Prêmio TVZé — na qual concorrem vídeos com paródias dos clipes enviados por espectadores. Também houve um prêmio chamado Iniciativa, dedicado às “mais relevantes iniciativas de distribuição de música em novas mídias”, escolhido pelo conselho do Multishow. Regina Casé entregou este prêmio ao Skank, que promoveu a melhor ação de distribuição e divulgação de música em novas mídias, como celular (transmitindo shows e dando a possibilidade do público escolher o "bis") e internet (com aulas de música online e distribuindo músicas através do download).

## Categorias
| Categoria             | Vencedor                                               | Indicados |
| --------------------- | ------------------------------------------------------ | --- |
| Melhor Cantor         | Seu Jorge                                              | - Lenine - Marcelo D2 - Rogério Flausino - Samuel Rosa |
| Melhor Cantora        | Marisa Monte                                           | - Ana Carolina - Ivete Sangalo - Roberta Sá - Vanessa da Mata |
| Melhor Música         | Vanessa da Mata — Amado                                | - Claudia Leitte — Beijar na Boca - Marcelo D2 — Desabafo - Marisa Monte — Não é Proibido - Skank e Negra Li — Ainda Gosto Dela |
| Melhor Clipe          | Skank e Negra Li — Ainda Gosto Dela                    | - Fresno — Uma Música - Jota Quest — La Plata - Marcelo D2 — Desabafo - O Rappa — Monstro Invisível |
| Melhor Show           | Capital Inicial                                        | - Jota Quest - Marcelo D2 - Skank - Zeca Pagodinho |
| Melhor CD             | NX Zero — Agora                                        | - Claudia Leitte — Ao Vivo em Copacabana - Jota Quest — La Plata - Marcelo D2 — A Arte do Barulho - Skank — Estandarte |
| Melhor DVD            | Marisa Monte — Infinito ao Meu Redor                   | - Ana Carolina — Multishow ao Vivo: Ana Carolina - Dois Quartos - Capital Inicial — Multishow ao Vivo: Capital Inicial em Brasília - NX Zero — 62 Mil Horas Até Aqui - Os Paralamas do Sucesso e Titãs — Paralamas e Titãs Juntos e Ao Vivo                           |
| Revelação             | Cine                                                   | - Gloria - Mallu Magalhães - Primadonna - Túlio Dek |
| Melhor Grupo          | Fresno                                                 | - Banda Eva - Jota Quest - NX Zero - Skank |
| Melhor Instrumentista | Débora Teicher (Scracho)                               | - Christiaan Oyens (El Niño) - Gee Rocha (NX Zero) - Gigi (Ivete Sangalo) - Martin Mendonça (Pitty) |
| Prêmio TVZé           | Kadu Gauer / Jundiaí-SP (Ivete Sangalo — Cadê Dalila?) | - Cezar Correa / Rio de Janeiro-RJ (NX Zero — Cedo ou Tarde) - Lívia Nicoliello / Rio de Janeiro-RJ (Seu Jorge — Burguesinha) - Renato Iezzi / Rio de Janeiro-RJ (Claudia Leitte — Beijar na Boca) - Tiago Cardoso / Guarujá-SP (Skank e Negra Li — Ainda Gosto Dela) |